# MewithoutYou
Pour les articles homonymes, voir Mewithouyou.
 (mai 2016).
Si vous disposez d'ouvrages ou d'articles de référence ou si vous connaissez des sites web de qualité traitant du thème abordé ici, merci de compléter l'article en donnant les références utiles à sa vérifiabilité et en les liant à la section « Notes et références ».
MewithoutYou est un groupe de rock américain originaire de Philadelphie, Pennsylvanie. Le groupe est composé du chanteur Aaron Weiss, des guitaristes Michael Weiss (le frère du chanteur) et Brandon Beaver, du bassiste Greg Jehanian et du batteur Rickie Mazzotta. La musique de mewithoutYou est généralement dominée par les techniques du spoken word (poésie parlée) et par une certaine liberté de la batterie, de la basse et de la guitare.

## Histoire
À l'origine, le groupe MewithoutYou a été conçu comme un projet parallèle.  Les frères Weiss et l'ancien guitariste Christopher Kleinberg jouaient à l'époque ensemble dans un autre groupe, The Operation, avec l'ancien bassiste Greg Jehanian ; mais Aaron voulait créer un autre groupe pour expérimenter de nouveaux sons, de nouveaux styles.  Avec l'aide de Ricky Mazzotta, Ray Taddeo, et de son frère Mike, Aaron a formé ce qui est maintenant connu comme le groupe actuel MewithoutYou.  Au début, le groupe était composé de seulement quatre membres, avec Aaron Weiss à la fois à la basse et au chant.  Cependant, après quelques mois Chris Kleinberg a rejoint le groupe, pour jouer la troisième guitare.  Le groupe a sorti son premier EP, I Never Said That I Was Brave, en 2001. Peu de temps après, il signa un contrat à Tooth & Nail Records après une émission au Festival Cornerstone. À cette époque, Taddeo avait déménagé et Daniel Pishock avait été recruté pour être le premier bassiste officiel et permanent du groupe.  L'Opération a été dissoute peu de temps après, et le premier album complet de MewithoutYou, [A → B] Life, a été lancé en 2002 ; les réactions publiques sont cependant modestes. En revanche, le groupe a attiré plus d'attention pour leur deuxième album, Catch for Us the Foxes, produit par Brad Wood en 2004 (Smashing Pumpkins,Sunny Day Real Estate).  En décembre 2004, Pishock prit la décision de se retirer du groupe pour poursuivre une carrière dans l'enseignement et explorer d'autres entreprises musicales. L'ancien leader de l'opération, Greg Jehanian, fut alors choisi pour le remplacer.  En 2005, MewithoutYou remporta le prix "Left Field" de MTVU pour l'artiste le plus original pour leur chanson "January 1979".  Leur troisième album, "Brother, Sister", encore une fois produit par Brad Wood, est sorti le 26 septembre 2006. Fin 2007, le guitariste Christopher Kleinberg quitte le groupe pour poursuivre des études de médecine.  Pete Syoum assura la guitare à l'automne 2007, mais Kleinberg revint plus tard jouer avec le groupe lors de leur tournée estivale 2008,  puisque son école n'était pas en session. Kleinberg a également joué quelques spectacles sur leur "It's All Crazy! It's All False! It's All A Dream ! It's Alright !" durant leur tournée de juin 2009.
En septembre 2008, le groupe a fini d'enregistrer le suivi de "Brother, Sister" intitulé, "It's All Crazy! It's All False! It's All A Dream ! It's Alright !" Le titre de l'album est extrait du parabole 518 du livre «Les mots d'or d'un cheikh soufi» de Bawa Muhaiyaddeen, dans lequel il écrit: «It's all false, It's all a dream, It's all crazy, It's all over, It's all right, Let's see what's next. » Cet album s'écarte des cris des Weiss et des grooves rugueux du groupe. De même, MewithoutYou a réduit son son hardcore post-hardcore, échangeant parfois des riffs pour des accords et des guitares pour des pianos et des harpes. L'album a été produit par Dan Smith et Brian McTear, et a été mixé par Brad Wood.
En juin 2011, le groupe a réservé son studio à la fin du mois de juillet et jusqu'en août.  Ils ont également ajouté Brandon Beaver, de Buried Beds, pour jouer la deuxième guitare, comme indiqué sur leur blog par Rickie Mazzotta.
Le 10 août 2011, Chris Kleinberg et sa femme Nikki ont eu une petite fille, Jubilee Kleinberg. Pour cette raison, le spectacle du 13 août à Philadelphie, en Pennsylvanie a été l'un des premiers spectacles locaux où Kleinberg n'a pas rejoint le groupe sur scène depuis son départ en 2007.
Plus tard en août, Mazzotta a déclaré dans une interview que le groupe s'était séparé de Tooth & Nail Records en raison des restrictions perçues par le label. Une suggestion fut lancée : créer leur propre label (alors qu'ils s'apprêtaient à sortir leur cinquième album). D'autres membres du groupe, cependant, ont exprimé leur satisfaction, leur gratitude et leur affection envers leur ancienne étiquette, citant différentes raisons de cesser de travailler avec eux: l'achèvement de leur contrat, la perte de pertinence des maisons de disques dans le monde musical actuel. et simplement l'excitation d'essayer quelque chose de nouveau.
En février 2011, Alternative Press a annoncé que le cinquième album du groupe devait arriver au printemps 2012 ;il fut produit par Daniel Smith. Le 1er mars 2012, le groupe a annoncé que leur nouvel album, intitulé Ten Stories , sortirait le 15 mai 2012.
Le 8 mai 2012, le groupe a annoncé sur son blog qu'une pré-version de Ten Stories pourrait être diffusée intégralement sur Spotify .
En avril 2014, le groupe a annoncé l'organisation d'une tournée de 10 ans de Catch for Us the Foxes le long de la côte ouest américaine et du sud-ouest, suivie d'une deuxième étape le long de la côte est américaine. En septembre 2014, le groupe a annoncé une réédition de vinyle de l'album.
En mars 2015, le groupe annonce que son 6ème album sortira à l'été 2015 sur Run For Cover Records.   En avril 2015, le groupe a annoncé qu'ils soutiendraient leur album, Pale Horses, avec une tournée en milieu d'année et a révélé que l'album sortirait le 16 juin.
Le 11 août 2017, le groupe a annoncé une tournée du 15ème anniversaire de [A → B] Life avec Pianos Become the Teeth, Strawberry Girls et Slow Mass ; ainsi qu'une réédition de l'album sur vinyle et cassette.

## Discographie

### Albums
- [A→B] Life (2002)
- Catch for Us the Foxes (2004)
- Brother, Sister (2006)
- It's All Crazy! It's All False! It's All a Dream! It's Alright (2009)
- Ten Stories (2012)
- Pale Horses (2015)